# 小朋友齊打交系列
小朋友齊打交系列（英語：Little Fighter），是一款自1995年起首次推出的一系列免費電腦遊戲。由香港中文大學計算機科學系學生王國鴻（Marti Wong，又名「小熊」）主力開發，第二作則加入王浩然（Starsky Wong，暱稱「浩然」）。早期是使用C語言製作，第二作則使用Visual C++與DirectX製作。該系列遊戲有《小朋友齊打交》、《小朋友齊打交二》和《小朋友齊打交Online》。

## 遊戲歷史
該系列作者王國鴻在中學時期，對於電腦軟體興趣甚高，他當初對於軟體的知識一竅不通，但報讀電腦班開始已對電腦遊戲的製作發輝趣小靈感，所以從小量的知識能製作無數簡易的小遊戲。王國鴻在中學時期裡製作的小遊戲畫質一般，控制容易。直到於1995年使用C語言開發最早的《小朋友齊打交系列》的小成品作《小朋友齊打交》，遊戲靈感來自鳥山明著作漫畫《龍珠》，而且角色的絕招部份來自《龍珠》漫畫裏的人物，因為當時王國鴻十分喜歡看《龍珠》，所以他期望日後製作一部類似《龍珠》漫畫的小遊戲，而且風格更為與《熱血系列》接近，亦因此掌握了製作電腦遊戲。
由於促進《小朋友齊打交》的成功，王國鴻亦再接再厲決定使用難度更高的Visual C++和DirectX等程式庫開發《小朋友齊打交二》，更要比前作畫質和控制更有改善。1998年他在大學時期未能懂得踏捉困難的軟件製作續集，後來在大學裡認識了王浩然，王浩然對於Visual C++和DirectX有良好知識，所以並與王國鴻一起開發第二作。之後，《小朋友齊打交二》九年來整個更新完成後，作者們亦回歸了自己的工作崗位。其間停止製作中的一段時間，轉投越一科技（U1）的王國鴻更與朱仲豪一起合作，開發系列的衍生遊戲《小朋友齊打交Online》，是王國鴻唯一再度二人合作的遊戲。

## 遊戲作品
- 《小朋友齊打交》：香港學生王國鴻於1995年以C語言製作的一款免費清版動作遊戲。
- 《小朋友齊打交2》：1998年王國鴻與香港學生王浩然以Visual C++與DirectX共同開發的系列第二作。
- 《小朋友齊打交Online》：以小朋友齊打交為主題的多人線上清版動作遊戲。
- 《小朋友齊打交2重製版》：最初王國鴻計畫使用Unity和C＃進行翻新，但在單機版完成大約70%後，他決定轉而使用JavaScript，所以他必須從頭開始編碼。遊戲於2025年7月19日發佈在Steam平台。

## 其他媒體
- 《小朋友齊打交》（小說）：Marti Wong正式授權官方小說，由林宇（Jack Forest）所著。
- 《小朋友齊打交》（電影）：Marti Wong於Facebook宣布與古天樂旗下的天下一電影及試當真合作開拍真人電影，並在香港Youtube頻道「試當真Trial & Error」公開先行預告影片，預計2025年內推出。[2][3]

## 外部連結
- 小朋友齊打交(一)官方網頁 （页面存档备份，存于）（英文）
- 小朋友齊打交(二)官方網頁 （页面存档备份，存于）
- LFO-小朋友齊打交Online官方網站